# Idioma tseltal
El tseltal (forma preferida por los escritores y hablantes nativos) o tzeltal es una lengua mayense hablada principalmente en Los Altos de Chiapas por los pueblos de la etnia tseltal.
Forma, junto con el tsotsil, también hablado en territorio chiapaneco y del cual se separó hace unos 1400 años, un subgrupo dentro de la familia lingüística maya. Cuenta con 461 236 hablantes según el censo de población y vivienda del INEGI (2010), por lo que, después del español, es la lengua más hablada en el estado de Chiapas, y la quinta lengua indígena más hablada en todo México. Las zonas en las que históricamente se habló tseltal, en opinión de algunos investigadores, debieron extenderse hasta Guatemala, y otros estados de la República mexicana.[cita requerida]
El tseltal es un complejo formado por un mínimo de seis dialectos diferentes. Al contrario del chol, uno de sus parientes en la familia de las lenguas cholano-tzeltalanas, el tseltal es una lengua ergativa.

## Variantes dialectales
Aunque es fácil determinar con exactitud cuántas variantes dialectales existen en este idioma, por lo general cada familia tiene su propia variante dialectal. Se puede decir que estas son las variantes dialectales más aceptadas:

### Tseltal Bajo
- Tseltal de Tenejapa
- Tseltal de Amatenango (No es zona alta, pero geográficamente se ubica más cercano a las variantes arriba mencionadas, podría constituir una variante independiente de los dos grupos anteriores).
- Tseltal de Aguacatenango (Al igual que Amatenango no es una zona alta y el tseltal también es muy diferente al de Amatenango a pesar de estar tan cerca).

### BinoTut
En las regiones de Teopisca a Villa Las Rosas se encuentra unas de las más raras variantes de la lengua tseltal, una cosa tan elemental como bin ("cual" o "que") es cambiada por el tut que en algunas variantes significa "pequeño"; en Amatenago del valle y Aguacatenago usan esta variante y aun así entre estos poblados tseltales hay muchas diferencias, por ejemplo:
Mientras en Amatenago hoy se dice orto abreviado popular de ora to ("esta hora") en Aguacatenango se dice orli abreviado de ora ini (Tenejapa) que significa lo mismo, mientras que en otras variantes: ya'tik (Tenejapa), yo'tik (Ocosingo).

## Distribución
El tseltal es hablado principalmente en Chiapas en los municipios de Ocosingo, Altamirano, Huixtán, Tenejapa, Yajalón, Chanal, Sitalá, Amatenango del Valle, Socoltenango, Villa las Rosas, Chilón, San Juan Cancuc, San Cristóbal de las Casas, Oxchuc y San Bartolomé de los Llanos. En este último municipio se hablan en las comunidades de Aguacatenango, Marcos E. Becerra, El Puerto y Soyatitan.
También existe un número considerable de hablantes de tseltal, ya sean inmigrantes o que se encuentran temporalmente, en las ciudades de Tuxtla Gutiérrez, Comitán y Palenque.
Fuera de Chiapas se encuentran hablantes dispersados por Quintana Roo, comunidades enteras en Tabasco, específicamente en el municipio de Tenosique y una concentración de inmigrantes por cuestiones laborales en La Merced, Ciudad de México.

## Alfabeto y fonología
El alfabeto tseltal se compone de 26 grafías. Estas 
son: a, b, ch, ch', e, i, j, k, k', l, m, n, o, p, p', r, s, t, t', ts, ts', u, w, x, y, ('). En algunas ocasiones se incluye la letra h, sobre todo para el dialecto de Bachajón.
Las ch', k', p', t', ts' representan sonidos consonánticos globalizados, producidos mediante el cierre de las cuerdas vocales.
La glotalización es un aspecto importante, puesto que produce significados distintos. Véase el siguiente ejemplo:
uts'inel : dañar, perjudicar
utsinel : acariciar, palpar
|             | Bilabial | Bilabial  | Alveolar    | Alveolar    | Palatal | Palatal  | Velar  | Velar    | Uvular | Uvular   | Glotal |       |
| ----------- | -------- | --------- | ----------- | ----------- | ------- | -------- | ------ | -------- | ------ | -------- | ------ | ----- |
|             | normal   | implosiva | normal      | eyectiva    | normal  | eyectiva | normal | eyectiva | normal | eyectiva | normal |       |
| Oclusivas   | p [p]    |           | t [t]       | t' [t']     |         |          | k [k]  | k' [k']  |        |          | ' [ʔ]  |       |
| Africadas   |          |           | tz [ʦ]      | tz' [ʦ’]    | ch [ʧʰ] | ch' [ʧ’] |        |          |        |          |        |       |
| Fricativas  |          |           | s [s]       | s [s]       | x [ʃ]   | x [ʃ]    |        |          | j [x]  | j [x]    | h [h]  | h [h] |
| Nasales     | m [m]    | m [m]     | n [n]       | n [n]       |         |          |        |          |        |          |        |       |
| Líquidas    |          |           | l [l] r [r] | l [l] r [r] |         |          |        |          |        |          |        |       |
| Semivocales |          |           |             |             | y [j]   | y [j]    | w [w]  | w [w]    |        |          |        |       |

## Morfología y sintaxis
Como las demás lenguas mayenses, se trata de una lengua ergativa, es decir, se estructura a partir de prefijos y sufijos que se unen a raíces verbales o sustantivas. La forma más simple para estructurar una frase es la siguiente: Verbo + complemento + sujeto. Hay una ausencia notable de preposiciones quedando reducidas a unas cuantas que abarcan una amplia gama de posibilidades semánticas: ta (a, en, para, con, por...), k'alal (de, desde, hasta...).
- La posesión

Los prefijos y sufijos para denotar posesión en tseltal ante sustantivos se hace de la siguiente manera. Utilizamos el sustantivo “nail” (o nahil) - casa:

| singular       | plural                     |
| -------------- | -------------------------- |
| jna (mi casa)  | jnatik (nuestra casa)      |
| ana' (tu casa) | anaik (su casa de ustedes) |
| sna (su casa)  | snaik (su casa de ellos)   |

Si el sustantivo comienza con vocal los prefijos y sufijos serán de la manera siguiente, usamos como ejemplo “ixim” - maíz:

| singular         | plural                     |
| ---------------- | -------------------------- |
| kixim (mi maíz)  | kiximtik (nuestro maíz)    |
| awixim (tu maíz) | awiximik (vuestro maíz)    |
| yixim (su maíz)  | yiximik (el maíz de ellos) |

## Numerales
El sistema de numeración en la lengua tseltal es vigesimal (se va contando a partir de múltiplos de 20), al igual como sucede con las demás lenguas mayenses, y en general, con las demás lenguas mesoamericanas. La razón obedece a que estas lenguas basan su sistema numérico a partir del número de dedos que posee el ser humano, de ahí que el número veinte se conozca también como winik (hombre o genérico del "ser humano), así 40 se dirá cha'winik (dos hombres o seres humanos), 60 será oxwinik (tres hombres o seres humanos), etc.:
| 1 jun    | 6 wakeb    | 11 bulucheb    | 16 waklajuneb   | 21 jun xcha'winik     |
| 2 cheb   | 7 jukeb    | 12 lajchayeb   | 17 juklajuneb   | 30 lajuneb xcha'winik |
| 3 oxeb   | 8 waxakeb  | 13 oxlajuneb   | 18 waxaklajuneb | 400 jbajk'            |
| 4 chaneb | 9 baluneb  | 14 chanlajuneb | 19 balunlajuneb | 8,000 jpik            |
| 5 jo'eb  | 10 lajuneb | 15 jo'lajuneb  | 20 jtab         | 160,000 jkalab        |